# Ко је убио Мону
Ко је убио Мону (енгл. Drowning Mona) је америчка криминалистичка комедија из 2000. године позната по томе што већина ликова у филму вози Југа.

## Радња
Вајат Раш, шериф градића Верпланка (глуми Дени Девито) истражује мистериозну смрт Моне Дирли. Истрагу посебно тешком чини то што су Мону, услед њене заједљивости и окрутности, мрзели многи грађани Верпланка.

## Занимљивости
Филм почиње тако што наратор истиче како је "Пре више година компанија Југо изабрала је Верпланк у држави Њујорк за тестирање свог новог аутомобила. Но то је нека поппуно друга прича".